# 布瑞特·巴特勒
布瑞特·摩根·巴特勒（英語：Brett Morgan Butler，1957年6月15日—），為前美國職棒大聯盟的中外野手，生涯曾效力於勇士、印地安人、巨人、道奇與大都會等隊。巴特勒在大聯盟主要擔任球隊的開路先鋒，他生涯兩度拿下聯盟三壘安打王與得分王，並在1991年入選明星賽。1996年5月，巴特勒罹患癌症，但他在4個月後便重新回到球場。2008年到2013年間，他曾在小聯盟球隊雷諾王牌擔任總教練。

## 職業生涯
1979年大聯盟選秀，勇士在第23輪選進巴特勒。他在1981年8月20日登上大聯盟，他也在隔年幫助球隊拿下分區冠軍。
1983年10月，勇士在拿下分區第二無緣晉級季後賽後，將巴特勒、Brook Jacoby和Rick Behenna交易到印地安人，換來藍·巴克。1984年，他成為菜鳥投手羅傑·克萊門斯生涯首位面對的打者。他在1985年繳出生涯最高的3成11的打擊率。
1987年球季結束後，巴特勒加盟巨人。他在1989年幫助球隊打進世界大賽，可惜最後遭到運動家橫掃。
1990年球季結束後，巴特勒與道奇簽約。1991年，巴特勒入選生涯唯一一次明星賽。這年他成無聯盟的得分王與保送王。1995年，巴特勒加盟大都會，但他在季中又被交易回道奇。
1996年5月，巴特勒的扁桃腺罹患鱗狀細胞癌。因為巴特勒的雙親都是老菸槍，因此即便巴特勒從不吸菸，他還是無可避免的罹患此病症。所幸後來經過手術治療，巴特勒成功在9月回到大聯盟。後來巴特勒決定再拚一年，並於1997年球季結束後退休。

## 生涯打擊成績
| 出賽次數 | 打席 | 打數 | 得分 | 安打 | 二安 | 三安 | 全壘打 | 打點 | 盜壘 | 保送 | 三振 | 打擊率 | 上壘率 | 長打率 | OPS  |
| -------- | ---- | ---- | ---- | ---- | ---- | ---- | ------ | ---- | ---- | ---- | ---- | ------ | ------ | ------ | ---- |
| 2213     | 9545 | 8180 | 1359 | 2375 | 277  | 131  | 54     | 578  | 558  | 1129 | 907  | .290   | .377   | .376   | .753 |

## 個人生活
巴特勒目前已婚，並育有四名子女，而他本人是一名基督徒。
2006年和2007年，巴特勒曾因為胸痛與輕微中風住院治療。

## 外部連結
- 球員資訊和成績在MLB，ESPN，Retrosheet ，Baseball Reference ，Baseball Reference (Minors) ，Fangraphs ，The Baseball Cube （英文）